# ماريامبوله

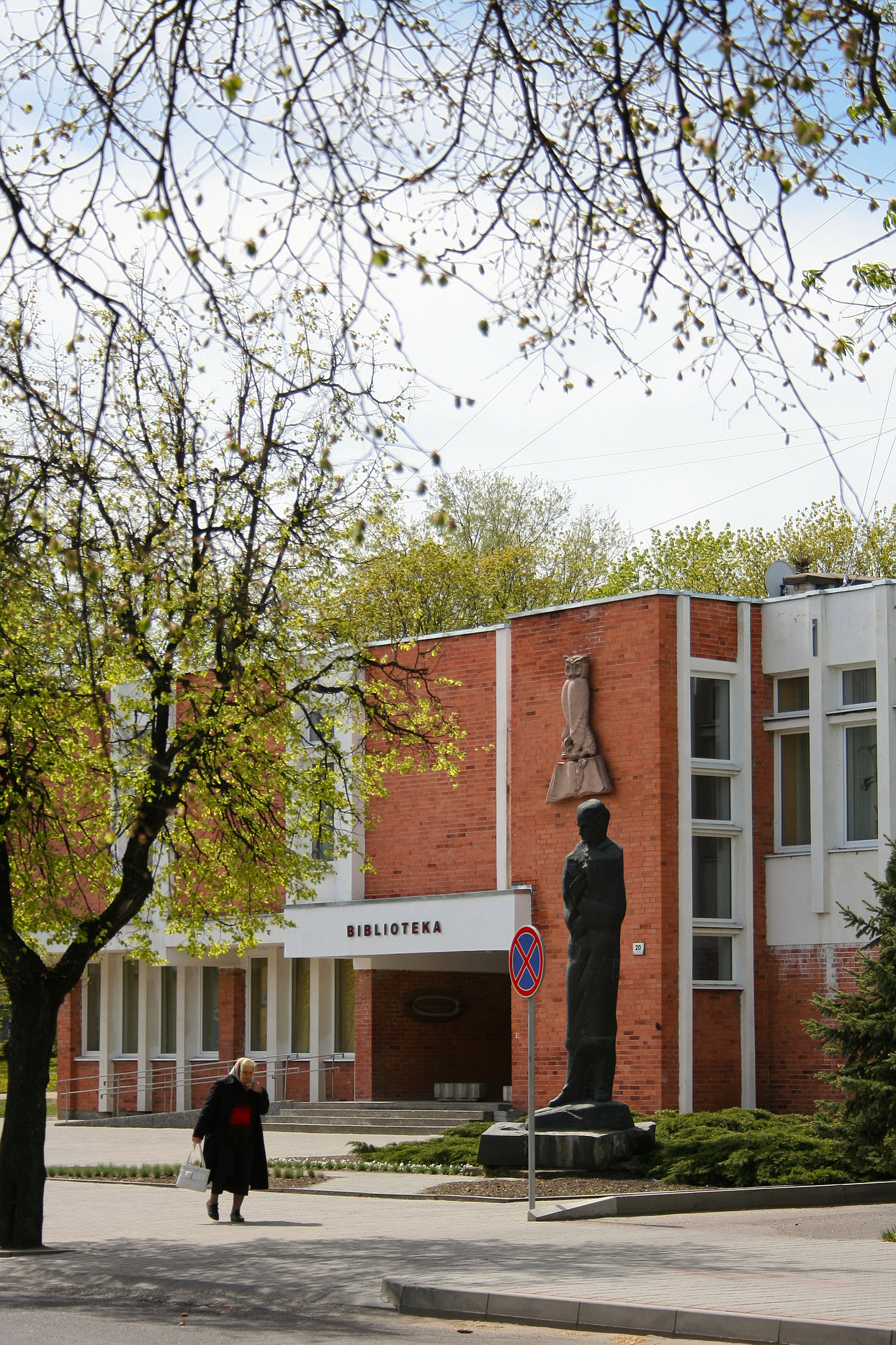

ماريامبوله (بالإنجليزية: Marijampolė)‏ مدينة صناعية تعدّ عاصمة مقاطعة ماريامبوله جنوب ليتوانيا بالقرب من الحدود مع بولندا وروسيا. يبلغ عدد سكان المدينة 48،700 نسمة حسب إحصاء سنة 2003، بينما تبلغ مساحتها 205.07 كيلومتر مربع.

## توأمة
لماريامبوله اتفاقيات توأمة مع كل من:
- بيرغيش غلادباخ
- تشيرنياخوفسك
- كوكولا
- بيوتركوف تريبونالسكي (14 سبتمبر 2002 - )[5]

## أعلام
- داريوس سونجيلا
- فايداس سلافيسكاس
- كاروليس تشفيديوكاس
- ريمانتاس ستانكيفيشيوس
- بوفيلاس ليموناس